# Karl Oberhuber (Sportfunktionär)
Karl Eduard Oberhuber (* 26. November 1900 in Ingolstadt; † 9. November 1981 in Prien am Chiemsee) war ein deutscher NSDAP-Sportfunktionär und Bereichsleiter Bayern im NS-Reichsbund für Leibesübungen.

## Leben
Karl Oberhuber war der Sohn des Eduard Oberhuber (Sergeant im 10. Infanterie-Regiment) und dessen Ehefrau Anna Hindringer. Nach dem Besuch der Realschule in Traunstein mit anschließender Ausbildung zum Kaufmann war er in diesem Beruf tätig, als er sich am 11. Februar 1918 als Kriegsfreiwilliger zum 1. Bayerischen Infanterie-Regiment meldete, wo er am 23. Februar 1918 in der 2. Kompanie im II. Ersatz-Bataillon vereidigt wurde. Später wechselte er in verschiedene Truppenteile und nahm von September 1918 bis November 1918 an einem Kurs für Unteroffizier-Aspiranten teil. 
Von 1923 bis 1928 war Oberhuber als Kassierer bei der Chiemgauer Volksbank beschäftigt, wo er in einen betrügerischen Bankrott verwickelt wurde. Ein gegen ihn gerichtetes Strafverfahren wurde teilweise wegen Verjährung, aber auch aus Mangel an Beweisen eingestellt, denn Zeugen (seine Vorgesetzten) waren in Südamerika untergetaucht. 
1922 war er in die  NSDAP und in die SA eingetreten und beim Hitlerputsch am 9. November 1923 nicht aktiv an den Kämpfen beteiligt. Er verteilte Propagandamaterial von einem Lastkraftwagen. Nach dem reichsweiten Verbot der NSDAP am 11. November 1923 trat er zum 1. Mai 1928 wieder in die Partei ein (Mitgliedsnummer 88.622).
Im Juli 1934 wurde er vom Amtsgericht Traunstein wegen gemeinschaftlicher Körperverletzung zu einer Gefängnisstrafe von vier Monaten verurteilt.
Von 1935 an war Oberhuber einer der Adjutanten des NSDAP-Gauleiters und Staatsministers Adolf Wagner, wurde 1939 Leiter des politischen Stabes im Staatsministerium des Innern. 1939 zum Regierungsrat befördert, war er von Oktober 1940 Sportaufsichtsdezernent und Bereichsführer des Sportbereichs XVI des NS-Reichsbundes für Leibesübungen. Im Mai 1942 zum Oberregierungsrat ernannt, wurde ihm die vertretungsweise Leitung des Personalreferats der nichtakademischen Beamten übertragen. 1944 wurde er dauerhaft beurlaubt. Hintergrund für diese Maßnahme war, dass Oberhuber sich geweigert hatte, einen Kollegen zu denunzieren.  
1937 wurde er Standartenführer im  Nationalsozialistischen Kraftfahrkorps, 1939 dort Oberführer und am 9. November 1941 Brigadeführer.
Nach dem Krieg seiner Ämter enthoben, wurde er interniert und 1948 im Entnazifizierungsverfahren durch die Spruchkammer in die Kategorie Hauptschuldige eingestuft. Im Wiederaufnahmeverfahren 1949 bewertete ihn die Revisionskammer dank der Protektion durch Kardinal Faulhaber als Mitläufer (Gruppe IV). Er musste eine Geldstrafe zahlen und verdiente seinen Lebensunterhalt fortan als Straßenverkäufer.

## Wirkung als Sportfunktionär
Karl Oberhuber war Sportbereichsführer im NS-Reichsbund für Leibesübungen und arbeitete mit aller Macht und dem Gewicht seiner Funktionen und Ämter in Politik und Verwaltung daran, ein „großer Mann“ des Sports zu werden. Er versuchte, im Deutschen Reich ein anderes Fußballsystem durchzusetzen, als es vom Reichstrainer Sepp Herberger gelehrt wurde. Während Herberger das moderne, aber defensivere WM-System spielen ließ, wollte Oberhuber in Analogie zur "Blitzkrieg"-Taktik der Wehrmacht das offensivere Pyramidensystem verordnen. Wie die Geschichte gezeigt hat, scheiterte Oberhuber.
Oberhuber war aktiver Fußballer in Würzburg und Nürnberg und zuletzt als „alter Herr“ beim TSV München 1860 tätig.